# Williams FW08
Williams FW08 (и его модификация FW08C) — гоночный автомобиль команды TAG Williams Racing Team, участвовавший в сезонах Формулы-1 1982 и 1983 годов.

## История
Несмотря на обычный двигатель и традиционный кузов из алюминия, FW08 позволил финну Кеке Росбергу всего лишь с одной победой в Гран-при выиграть титул Чемпиона мира, ставшей последним для двигателя Cosworth DFV. Этот мотор со своими 500 л. с. был «лилипутом» по сравнению с турбодвигателями Ferrari, Renault, BMW.
Традиционно новый автомобиль дебютировал на Гран-при Бельгии 1982 года. Болид являлся преемником модели Williams FW07C, но был более компактным и аэродинамически эффективным, поскольку был специально разработан под новые правила. Кеке Росберг заменилАлана Джонса и одержал только одну победу (на Гран-при Швейцарии), но в том трагическом сезоне этого оказалось достаточно, чтобы стать Чемпионом мира. Команда Williams закончила сезон на четвёртом месте в Кубке конструкторов.
Williams FW08С 1983 года достаточно сильно отличался от своего предшественника. При более близком рассмотрении это фактически был Williams FW08, с корпусом лишенным эффекта прижимной силы, который включал массивные радиаторы по бокам. Причиной большого изменения был полный запрет использования влияния граунд-эффекта в этом сезоне. Так как увеличившиеся угловые скорости считались слишком высокими, таким образом все гоночные автомобили теперь имели плоское днище и маленькие радиаторы по сторонам. Росберг одержал только одну победу (Гран-при Монако) и не смог бороться за титул Чемпиона мира. Команда снова заняла четвёртое место в Кубке конструкторов. Williams заключил соглашение с Honda, чтобы использовать турбированные двигатели в сезоне 1984 года. Спроектированная в конце 1983 года модель Williams FW09 с полуторалитровым турбомотором Honda стал началом следующей успешной главы в истории команды Williams.

## Результаты в гонках
| Год  | Шасси             | Двигатель         | Шины | Пилоты  | 1   | 2    | 3   | 4   | 5    | 6    | 7   | 8    | 9   | 10   | 11   | 12   | 13   | 14   | 15   | 16  | Место | Очки |
| ---- | ----------------- | ----------------- | ---- | ------- | --- | ---- | --- | --- | ---- | ---- | --- | ---- | --- | ---- | ---- | ---- | ---- | ---- | ---- | --- | ----- | ---- |
| 1982 | Williams FW08     | Ford Cosworth DFV | G    |         | БРА | ЮАР  | СШЗ | САН | БЕЛ  | МОН  | ДЕТ | КАН  | НИД | ВЕЛ  | ФРА  | ГЕР  | АВТ  | ШВА  | ИТА  | СИЗ | 4     | 58   |
| 1982 | Williams FW08     | Ford Cosworth DFV | G    | Дейли   |     |      |     |     | Сход | 6    | 5   | 7    | 5   | 5    | 7    | Сход | Сход | 9    | Сход | 6   | 4     | 58   |
| 1982 | Williams FW08     | Ford Cosworth DFV | G    | Росберг |     |      |     |     | 2    | Сход | 4   | Сход | 3   | Сход | 5    | 3    | 2    | 1    | 8    | 5   | 4     | 58   |
| 1983 | Williams FW08 (C) | Ford Cosworth DFV | G    |         | БРА | СШЗ  | ФРА | САН | МОН  | БЕЛ  | ДЕТ | КАН  | ВЕЛ | ГЕР  | АВТ  | НИД  | ИТА  | ЕВР  | ЮАР  |     | 4     | 36   |
| 1983 | Williams FW08 (C) | Ford Cosworth DFV | G    | Росберг | ДСК | Сход | 5   | 4   | 1    | 5    | 2   | 4    | 11  | 10   | 8    | Сход | 11   | Сход |      |     | 4     | 36   |
| 1983 | Williams FW08 (C) | Ford Cosworth DFV | G    | Лаффит  | 3   | 4    | 6   | 7   | Сход | 6    | 5   | Сход | 12  | 6    | Сход | Сход | НКВ  | НКВ  |      |     | 4     | 36   |
| 1983 | Williams FW08 (C) | Ford Cosworth DFV | G    | Палмер  |     |      |     |     |      |      |     |      |     |      |      |      |      | 13   |      |     | 4     | 36   |

* 14 очков в 1982 набрано на FW07
* 2 очка в 1983 набрано на FW09
| Легенда к таблице |                                                                    |
| --- | ------------------------------------------------------------------ |
| В таблице перечислены результаты всех Гран-при Формулы-1, в которых использовался автомобиль. Строками таблицы являются сезоны, столбцами — этапы чемпионата мира. В каждой клетке указаны сокращённое название этапа и результат, дополнительно обозначенный цветом. Расшифровка обозначений и цветов представлена в нижеследующей таблице. |                                                                    |
| \| Пример \| Описание \| \| ------------ \| ------------------------------------------------------------------ \| \| 1 \| Победитель \| \| 2 \| Второе место \| \| 3 \| Третье место \| \| 5 \| Финишировал, заработав очки \| \| Сход \| Не финишировал, но при этом заработал очки \| \| 12 \| Финишировал, не получив очков \| \| НКЛ \| Финишировал, но не попал в финальную классификацию \| \| 15 \| Участвовал вне зачёта, либо по отдельной классификации \| \| 18 \| Не финишировал, но попал в финальную классификацию \| \| Сход \| Не финишировал \| \| НКВ \| Не прошёл квалификацию \| \| НПКВ \| Не прошёл предквалификацию \| \| ДСК \| Дисквалифицирован \| \| ИСК \| Исключён из протокола соревнований \| \| ТТ \| Заявлен для участия только в тренировках \| \| НС \| Участвовал в квалификации, но не стартовал в гонке \| \| Т \| Травмирован или болен \| \| ОТК \| Отказ от участия \| \| НТР \| Прибыл на соревнования, но на трассу не выезжал \| \| НПР \| Был заявлен в числе участников, но не прибыл к началу соревнований \| \| О \| Соревнования отменены \| \| \| Не участвовал \| \| Поул-позиция \| \| \| Быстрый круг \| \| |                                                                    |
| Пример | Описание                                                           |
| 1 | Победитель                                                         |
| 2 | Второе место                                                       |
| 3 | Третье место                                                       |
| 5 | Финишировал, заработав очки                                        |
| Сход | Не финишировал, но при этом заработал очки                         |
| 12 | Финишировал, не получив очков                                      |
| НКЛ | Финишировал, но не попал в финальную классификацию                 |
| 15 | Участвовал вне зачёта, либо по отдельной классификации             |
| 18 | Не финишировал, но попал в финальную классификацию                 |
| Сход | Не финишировал                                                     |
| НКВ | Не прошёл квалификацию                                             |
| НПКВ | Не прошёл предквалификацию                                         |
| ДСК | Дисквалифицирован                                                  |
| ИСК | Исключён из протокола соревнований                                 |
| ТТ | Заявлен для участия только в тренировках                           |
| НС | Участвовал в квалификации, но не стартовал в гонке                 |
| Т | Травмирован или болен                                              |
| ОТК | Отказ от участия                                                   |
| НТР | Прибыл на соревнования, но на трассу не выезжал                    |
| НПР | Был заявлен в числе участников, но не прибыл к началу соревнований |
| О | Соревнования отменены                                              |
| | Не участвовал                                                      |
| Поул-позиция |                                                                    |
| Быстрый круг |                                                                    |